# Ataxia (geslacht)
Ataxia is een kevergeslacht uit de familie van de boktorren (Cerambycidae). De wetenschappelijke naam van het geslacht werd voor het eerst geldig gepubliceerd in 1847 door Haldeman.

## Soorten
Ataxia omvat de volgende soorten:
- Ataxia acutipennis (Thomson, 1868)
- Ataxia albisetosa Breuning, 1940
- Ataxia alboscutellata Fisher, 1926
- Ataxia alpha Chemsak & Noguera, 1993
- Ataxia arizonica Fisher, 1920
- Ataxia brunnea Champlain & Knull, 1926
- Ataxia canescens (Bates, 1880)
- Ataxia cayennensis Breuning, 1940
- Ataxia cayensis Chemsak & Feller, 1988
- Ataxia cineracea Galileo & Martins, 2007
- Ataxia crassa Vitali, 2007
- Ataxia crypta (Say, 1832)
- Ataxia cylindrica Breuning, 1940
- Ataxia estoloides Breuning, 1940
- Ataxia falli Breuning, 1960
- Ataxia fulvifrons (Bates, 1885)
- Ataxia haitiensis Fisher, 1932
- Ataxia hovorei Lingafelter & Nearns, 2007
- Ataxia hubbardi Fisher, 1924
- Ataxia illita (Bates, 1885)
- Ataxia linearis (Bates, 1866)
- Ataxia luteifrons (Bruch, 1926)
- Ataxia mucronata (Bates, 1866)
- Ataxia nivisparsa (Bates, 1885)
- Ataxia obscura (Fabricius, 1801)
- Ataxia obtusa (Bates, 1866)
- Ataxia operaria (Erichson, 1848)
- Ataxia parva Galileo & Martins, 2011
- Ataxia perplexa (Gahan, 1892)
- Ataxia piauiensis Martins & Galileo, 2012
- Ataxia prolixa (Bates, 1866)
- Ataxia rufitarsis (Bates, 1880)
- Ataxia setulosa Fall, 1907
- Ataxia spinicauda Schaeffer, 1904
- Ataxia spinipennis Chevrolat, 1862
- Ataxia stehliki Chemsak, 1969
- Ataxia tibialis Schaeffer, 1908
- Ataxia uniformis Fisher, 1926
- Ataxia variegata Fisher, 1925
- Ataxia yucatana Breuning, 1940